# 2017年3月

## 3月1日
- 印尼籍西蒂·艾莎和越南籍段氏香被控谋杀金正男，两人表示，她们正是参加恶搞电视节目，没有抗辩[1][2]。
- 科學家在加拿大魁北克省發現可能有42.8億年歷史的微體化石，並認定可能是地球上最古老的生命證據。[3]
- 苏丹总统奥马尔·巴希尔任命第一副總統巴克里·哈桑·薩利赫為總理。總理一職於1989年政變後遭到廢除，2016年修憲恢復設立。[4]

## 3月2日
- 西班牙加泰罗尼亚设计师拉法叶·阿兰达（英语：Rafael Aranda）、卡梅·皮格姆和罗蒙·比拉尔塔（英语：Ramón Vilalta）因“创造兼具本土精神与国际特色的建筑和场所”赢得2017年普利兹克奖[5]。
- 2017年北愛爾蘭大選進行投票[6]。
- 敘利亞政府軍宣佈再次從伊斯兰国手上收復古城巴尔米拉。[7]

## 3月3日
- 自美国对五个欧盟成员国保加利亚、克罗地亚、塞浦路斯、波兰和罗马尼亚的公民取消免签证旅行后，欧洲议会表决通过，决定取消美国公民在欧盟任一成员国的免签待遇。但此决议对于欧盟成员国来说没有强制性。[8]

## 3月4日
- 据索马里总理哈桑·阿里·哈耶尔称：在过去的48小时里，索马里拜州的受旱地区至少有110人死于饥饿。联合国和各个非政府组织都警告，索马里有发生饥荒的可能性。[9]

## 3月5日
- 以色列修改了针对吸食大麻的法律：对于第一次在公共场所吸食大麻的首犯只会受到罚款，而不是以前的将会面对刑事罪行[10]。

## 3月6日
- 韩国政府声称，朝鲜于西海衛星發射基地向日本海发射了几枚导弹[11]。日本政府声称，其中三枚导弹落入日本专属经济区内[12]。
- 美国总统唐纳德·特朗普签署第13780號行政命令，在三个月内禁止六个国家的公民入境美国，在四个月内禁止所有难民入境美国。與先前的第13769号行政命令比較，第13780號行政命令不再禁止伊拉克公民入境美國，亦不再無限期禁止敘利亞難民入境美國[13]。
- 缅甸少数民族武装緬甸民族民主同盟軍於當地時間凌晨在鄰近中國邊境的老街攻擊缅甸安全部队，包括平民在內有至少30人在衝突中喪生[14]。
- 2017年世界棒球經典賽開幕。[15]
- 以色列國會通過法例，禁止參與、承諾參與、或公開呼籲「抵制以色列」的非本國公民入境，或申請任何種類的居留簽證。[16]

## 3月7日
- 朝鲜外务省宣布，暫時禁止國內所有馬來西亞人離境。[17]
- 美国开始在韩国部署戰區高空防御飛彈防御系统。[18]

## 3月8日
- 危地马拉聖何塞皮努拉的孤儿院发生火灾，至少造成19名儿童遇难。[19]

## 3月9日
- 叙利亚人权观察所（英语：Syrian Observatory for Human Rights）称，多起疑似由美国所领导的联军发起的空军突击行动，导致叙利亚北部的一村庄至少有23名平民被杀。[20]

## 3月10日
- 大韓民國憲法裁判所宣佈通過總統朴槿惠的彈劾案，並立即解除朴的總統職務[21][22]。

## 3月11日
- 大马士革发生两起炸弹袭击。至少造成30多人死亡，100多人受伤。受害者大多是伊拉克的朝圣者。[23]
- 印度5個邦的邦議會選舉結果公佈，印度人民党在北方邦和北阿坎德邦取得壓倒性的勝利，在果阿邦和曼尼普尔邦贏得第二多的席位。[24]

## 3月12日
- 在埃塞俄比亚亚的斯亚贝巴郊区的一个垃圾场发生一起山体滑坡事件，至少造成48人遇难。[25]

## 3月13日
- 因涉嫌谋杀示威者一案终审被判无罪的埃及前总统穆巴拉克，被总检察长下令释放[26]。
- 据叙利亚人权观察所（英语：Syrian Observatory for Human Rights）称，到目前为止，由于叙利亚战争而丧命和失踪的总人数大概有46.5万人。[27]
- 苏格兰首席部长尼古拉·斯特金宣布，苏格兰将准备举行脱离英国的第二次公投。[28]

## 3月14日
- 欧洲法院判決，僱主有權禁止員工在工作崗位上穿戴帶有政治、哲學或宗教象徵的服飾，包括伊斯蘭頭巾。[29]

## 3月15日
- 2017年荷蘭大選進行投票。[30]现任首相马克·吕特赢得大选，成功获得连任。[31][32]
- 太空探索科技公司（SpaceX）成功使用猎鹰9号运载火箭发射EchoStar 23（英语：EchoStar 23）卫星到地球同步轉移軌道。[33]

## 3月16日
- 位于巴黎的国际货币基金组织（IMF）总部发生邮件爆炸，导致一人受伤。[34]
- 位于意大利埃特纳火山爆发。导致数十人受伤，其中有几位是BBC的记者。[35]
- 法国格拉斯的一所学校发生枪击事件，导致8人受伤。当局逮捕了一名17岁的学生。[36]
- 阿勒颇附近被叛军控制的村庄的一所清真寺遭到不明人士空袭，导致42人死亡。[37]

## 3月17日
- 秘鲁发生大洪水，至少导致67人遇难，迫使上千万人放弃家园。[38]

- 不明犯罪分子使用阿帕奇直升机朝着驶离也门海岸载有索马里难民的一艘船开火。至少导致40人死亡，35人被炸伤。[39]
- 巴西警方發起打擊黑心肉的執法行動。[40]

## 3月18日
- 在巴黎奥利机场，一名男子试图抢夺一名士兵的枪，被士兵当场击毙。机场已被疏散。[41][42]

## 3月19日
- 美国驻新西兰大使馆拒绝为一名正在接受警方调查的外交官提供豁免权，之后新西兰驱逐了这位外交官。[43]

## 3月20日
- 聯合國發表《2017年世界快樂報告》，挪威被列為最幸福國家，中非共和国名列末位。[44]
- 2017年東帝汶總統選舉進行投票。[45]
- 美国众议院情报常设委员会举行有关于俄罗斯干扰2016年美國總統選舉的听证会并证实有人正在对特普朗团队与俄罗斯之间的关系进行调查。[46]
- 南方至高航空公司（英语：South Supreme Airlines）的一家安托諾夫An-26在瓦乌机场（英语：Wau Airport）着陆时坠毁。机上有43人幸存下来。[47][48]

## 3月21日
- 塔斯尼姆通讯社报道，伊朗最高领袖阿里·哈梅內伊在纳吾肉孜节的演讲中称，伊朗的专家可以把铀浓缩到99%。国际原子能机构报告中称，伊朗外交部长穆罕默德·贾瓦德·扎里夫威胁美国，如果美国妨碍伊朗的核试验，那么伊朗将会放弃伊朗核协议。[49]

## 3月22日
- 一名男子在伦敦议会大厦外进行车辆冲撞攻击，然后刺伤一名警察，随后被赶到的安全部队射杀。目前，该恐怖袭击事件已造成5人死亡。[50][51]
- 马来西亚谷歌搜寻网站主页换上该国已故巨星比·南利涂鸦，以向他致敬。[52]

## 3月23日
- 韩国政府在韩国东巨次岛（英语：Donggeochado）附近海域打捞世越号残骸。世越号于2014年4月沉没，一共造成304人遇难。[53]

## 3月24日
- 俄罗斯驻阿富汗特使扎米尔·卡布洛夫（英语：Zamir Kabulov）否认北约指挥官柯蒂斯·斯卡帕洛蒂称俄罗斯“可能”支持塔利班的指控。[54]
- 埃及因謀殺罪被判處無期徒刑的前總統穆巴拉克以89歲高齡獲釋，從軍醫院返回開羅北郊的住所。[55]
- 韓國外交部召見日本駐韓國大使館總括公使鈴木秀生，抗議日本教科書審查結果通過了將竹島（獨島）稱作日本“固有領土”的教科書[56]。
- 在預料無法在眾議院獲得足夠支持後，美國總統撤回改革歐巴馬健保的提案[57]。

## 3月25日
- 中国、智利和埃及提出禁止从巴西进口肉类的禁令。[58]

## 3月26日
- 2017年香港特別行政區行政長官選舉進行投票，林鄭月娥以777票當選。[59]
- 当地时间3月26日20时左右，法国巴黎19区一名中国公民与警察发生冲突遭射杀。27日20时，华人自发前往事发地进行哀悼祈福，在此过程中，遭当地警察暴力镇压。骚乱至当天晚上11时30分仍未完全平息。[60][61][62]

## 3月27日
- 大楓葉，这枚价值400万加拿大币重100公斤的金币在德国柏林博德博物馆被盗。[63]

## 3月28日
- 在过去的一周里，奈及利亞的脑膜炎疫情已造成至少140人死亡。[64]

## 3月29日
- 英國政府正式啟動脫離歐盟程序[65]。

## 3月30日
- 太空探索科技公司(SpaceX)成功将SES-10（英语：SES-10）发射至地球同步转移轨道。此次发射是令人瞩目的一次。因为，这次发射第一次再利用了猎鹰9号的第一阶段，节省了隐藏的成本。[66]

## 3月31日
- 毗鄰阿富汗边境的巴基斯坦城市帕拉奇纳尔（英语：Parachinar）的一座清真寺遭到炸弹袭击，至少造成22人死亡、数十人遇难。[67]